# Bas Paauwe
Bas Paauwe (ur. 4 października 1911 roku w Rotterdamie, zm. 27 lutego 1989) – holenderski piłkarz grający na pozycji środkowego obrońcy. Z reprezentacją Holandii, w której barwach rozegrał 31 meczów, brał udział w finałach mistrzostw świata 1934 (jako rezerwowy) i 1938. Przez większą część piłkarskiej kariery był zawodnikiem Feyenoordu, z którym trzykrotnie zdobył mistrzostwo i dwukrotnie Puchar kraju.

## Kariera piłkarska
- 1929-47 –  Feyenoord

## Sukcesy piłkarskie
- mistrzostwo Holandii 1936, 1938 i 1940 oraz Puchar Holandii 1930 i 1935 z Feyenoordem Rotterdam

W barwach Feyenoordu Rotterdam rozegrał 311 mecze i strzelił 18 goli.
W reprezentacji Holandii od 1932 do 1946 roku rozegrał 31 meczów i strzelił 1 gola – uczestnik mistrzostw świata 1934 (runda grupowa, jako rezerwowy) i 1938 (runda grupowa).